# Acacia ovoidea
Acacia ovoidea é uma espécie de leguminosa do gênero Acacia, pertencente à família Fabaceae.